# Кременецкий сахарный завод

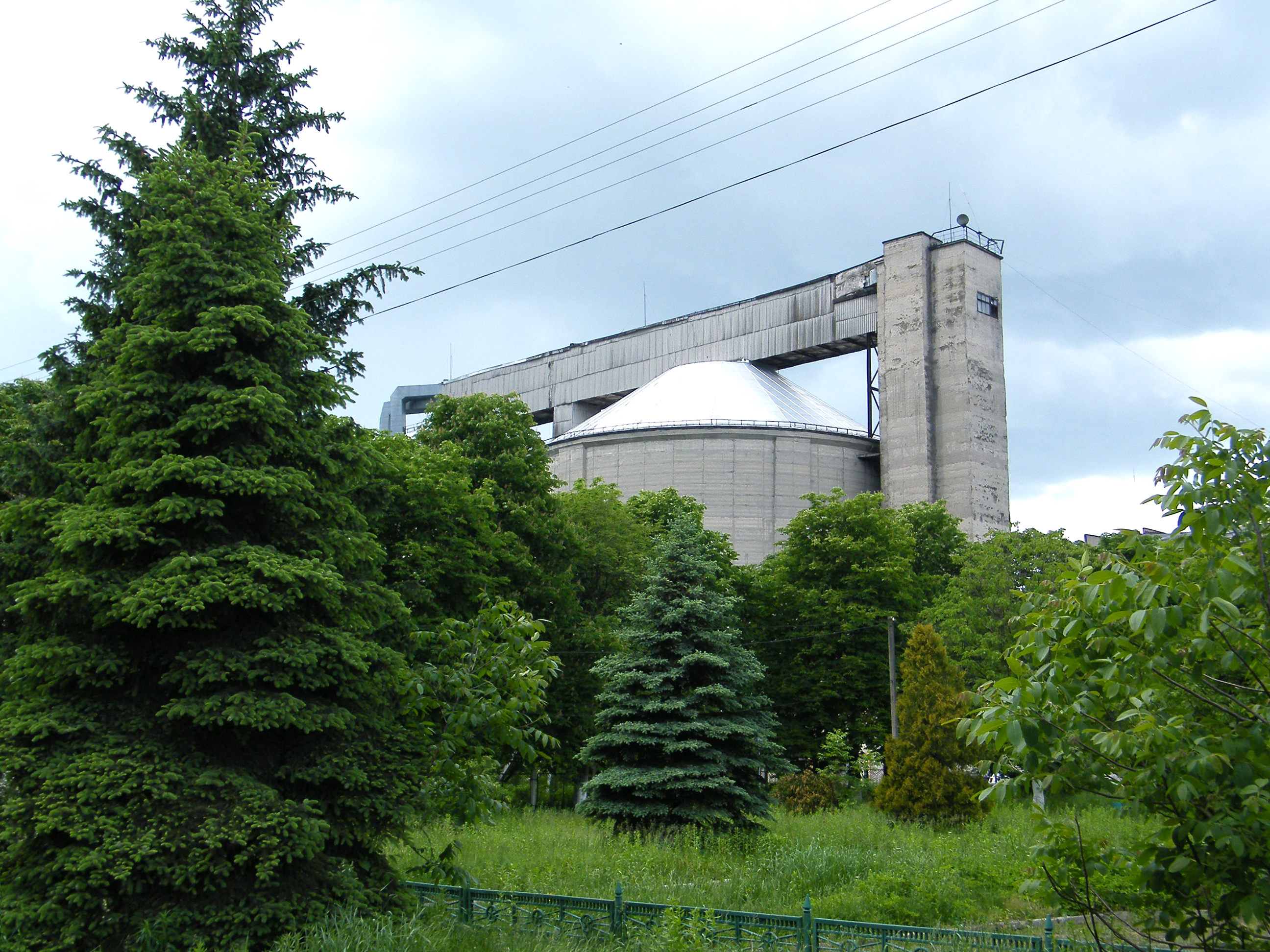
Кременецкий сахарный завод (21 мая 2012)

Кременецкий сахарный завод (укр. Кременецький цукровий завод) — предприятие пищевой промышленности в городе Кременец Кременецкого района Тернопольской области.

## История

### 1962 - 1991
Строительство предприятия началось в 1962 году в соответствии с семилетним планом развития народного хозяйства СССР, в 1965 году сахарный завод проектной мощностью по переработке 50 тыс. центнеров сахарной свёклы в сутки был введён в эксплуатацию. В 1965 году завод произвёл 6,6 тыс. тонн сахара.
В 1970 году завод произвёл 56,7 тыс. тонн сахара и за досрочное выполнение плановых показателей ему было присвоено почётное наименование "имени 50-летия СССР".
В 1978 году завод произвёл 68,2 тыс. тонн сахара.
По состоянию на начало 1980 года завод являлся одним из передовых предприятий сахарной промышленности СССР, его продукцией являлись сахар-песок, сырой и сушёный жом, а также кормовая патока; технологические процессы к этому времени были автоматизированы, а наиболее трудоёмкие процессы - механизированы.
В советское время завод входил в число ведущих предприятий города, на балансе находились объекты социальной инфраструктуры (жилой микрорайон работников завода: жилые дома, средняя школа, зубопротезная поликлиника, два дошкольных детских учреждения, столовая, магазин продовольственных товаров и магазин промтоваров).

### После 1991
После провозглашения независимости Украины государственное предприятие было преобразовано в открытое акционерное общество, собственником которого в дальнейшем стала компания ЗАО "Дакор".
Осенью 2000 года было возбуждено дело о банкротстве завода.
В 2003 году находившийся на балансе предприятия детский сад был выставлен на продажу.
В сезон сахароварения 2007 года завод произвёл 28 363 тонн сахара.
Начавшийся в 2008 году экономический кризис (сокративший спрос на сахар у предприятий пищевой промышленности) и вступление Украины в ВТО (после которого в страну был разрешён импорт сахара-сырца по льготной таможенной ставке) осложнили положение предприятий сахарной промышленности и в 2009 году завод прекратил производственную деятельность.